# Модерна психоанализа
Модерната психоанализа е специфична под дисциплина в полето на психодинамичните психологии. Тя е лечение за облекчаване на душевни и емоционални страдания. Нейната цел е да лекува чрез прости техники на вербално взаимодействие между пациента и терапевта. Д-р Хайман Спотниц обикновено се приема за първоначалния теоретик и практикуващ на техниката.
Спотниц започва да развива идеи и техники, които прерастват в модерна психоанализа през 40-те години, когато е преподавал на социални работници използването на терапията чрез говорене, за да разрешават психологически смущения, които той вярвал, че имат своя произход в ранния предвербален живот.
Модерната психоанализа е представена като използваща широк набор от интервенции включително засилване на аз-а, емоционална комуникация и разрешаване на съпротивата. Теорията на лечение в модерната психоанализа разглежда повечето от емоционалните, душевните и личностни проблеми за обратими чрез тези техники.
Психоаналитикът обикновено не дава лекции или съвети за това как пациента би трябвало да управлява своя живот. Вместо това той предпочита да помогне на пациента да разбере защо тя или той не може да реши проблемите си и вътрешните конфликти, които биха могли да попречат на това те да разберат какво да правят в живота.